# Multinational Division North
Die Multinational Division North (MND - N) ist eine multinationale Division der NATO für die Region Baltikum im Allgemeinen und Lettland im Speziellen. Sie hat ihre Hauptquartiere im lettischen Ādaži sowie in Dänemark. Dänemark und Lettland sind heute die "Rahmennationen" der Division.

## Geschichte
Die Geschichte der Multinational Division Nord begann wenige Jahre nachdem auf dem NATO-Gipfel in 2016 in Warschau zunächst der Aufbau von vier NATO-Battlegroups sowie die Aufstellung eines ersten Divisionshauptquartiers an der Nordostflanke (MND - NE) beschlossen wurde.
Zwei Jahre nach dem Start der MND - NE entstand aus der früheren dänischen Division die MND - N.
Das Hauptquartier dieser zweiten multinationalen Division für die Nordostflanke des Bündnisses war zunächst zur Führung der seinerzeitigen beiden eFP Battle Groups in Estland und Lettland im Artikel 5 des NATO-Vertrags im dänischen Slagelse vorgesehen.
Seine Aufstellung begann am 8. März 2019 zunächst in Dänemark. Der zweite Standort des Hauptquartiers im lettischen Ādaži wurde 2020 bezogen und im Oktober jenes Jahres wurde es aktiviert.
Das Hauptquartier wurde im März 2023 von der NATO zertifiziert und die volle Rund-um-die-Uhr Einsatzbereitschaft wurde offiziell am 7. Juli 2023 erklärt.
Im Zuge des Aufwuchses der Truppen im Baltikum nach dem NATO-Gipfel in Madrid 2022 etablierten die Verbündeten die kanadisch geführte Multinational Brigade Latvia (MNB-LVA), die im Juli 2024 ihre Einsatzbereitschaft erreichte. Sie wurde dann im Oktober 2024 der MND – N unterstellt und die NATO-Battlegroup Latvia dieser unterstellt.

## Aufgaben
Die Aufgabe des Hauptquartiers der Multinationalen Division Nord ist die Koordination der Aktivitäten der unterstellten Truppen. Die Aufgaben umfassen die Koordination von Übungen und die Verbesserung des Situationsbewusstseins in der Region. Darüber hinaus ist eine wesentliche Aufgabe des Hauptquartiers kollektive Bündnisverteidigung (BV) gemäß Artikel 5 des NATO-Vertrags.

## Organisation
Nach seiner Aufstellung bestand die Division zunächst nur aus dem Stab mit seinen beiden Hauptquartierselementen West und Ost. Neben einem dänischen Kommandeur sind die beiden weiteren oberen Leitungsposten ein kanadischer Stellvertreter sowie ein dänischer Chef des Stabes.
Divisionstruppen
- Command Support Battalion, ein multinationales Führungsunterstützungsbataillon in Ādaži, und den dänischen Standorten Karup, Slagelse und Federica

Dauerhaft unterstellte Großverbände
- lettische Mechanisierte Infanteriebrigade (Mehanizētās Kājnieku Brigāde)
- Multinationale Brigade Lettland, seit 2024[5]

Truppendienstlich sind die nationalen Verbände bzw. Angehörige der multinationalen Anteile ihren jeweiligen nationalen Streitkräften unterstellt.

## Kommandeure
| Nr. | Name                            | Kommandeur von  | Kommandeur bis  |
| --- | ------------------------------- | --------------- | --------------- |
| 2.  | Generalmajor Jette Albinus      | 17. August 2023 |                 |
| 1.  | Generalmajor Flemming Mathiasen | 8. März 2019    | 17. August 2023 |